# .bit
.bit是当今互联网上域名系统中的一个不常用的顶级域名，且不被ICANN所承认。.bit域名是以Namecoin为基础的一个分散式的域名系统。要使用.bit域名，用户需要Namecoin区块链、支持该域名的DNS服务器，或者是浏览器插件。
2014年2月，一个包含 Windows / Linux 的测试版的Firefox插件freespeechme被发布，它允许自动解析地址、分析Namecoin区块链以及在后台运行。此外，OpenNIC的DNS服务器也支持.bit域名。

## 废弃
2019年7月，OpenNIC投票决定放弃.bit命名空间，理由是“支持NameCoin域名存在许多问题”以及多个项目之间的冲突。表决通过。Namecoin开发者杰里米·兰德（Jeremy Rand）对这一举动表示欢迎，感谢OpenNIC并将其描述为“正确的决定”。